# Aberystwyth Egyetem
Az Aberystwyth Egyetem (walesiül Prifysgol Aberystwyth, néha Aber vagy Egyetem a tengernél néven hivatkoznak rá) egy felsőoktatási intézmény Walesben, az Egyesült Királyságban, Aberystwyth városában. Az Aberystwyth Egyetem a korábbi Walesi Egyetem alapító tagja volt. 2006-ban 12 ezer diák látogatta 17 tanszékét.
Az egyetemet 1872-ben alapították Walesi Egyetem-Főiskola (University College Wales) néven. 1894-ben az akkor alakuló Walesi Egyetem alapító tagja lett és a nevét Walesi Egyetem-Főiskola Aberystwyth-re (University College of Wales Aberystwyth) változtatták. Az 1990-es évek közepén újra megváltoztatták a nevét, így lett Walesi Egyetem, University of Wales, Aberystwyth (University of Wales, Aberystwyth). 2007. szeptember 1-jén a Waleis egyetem szövetségi egyetem lett és az aberystwythi részleg visszanyerte függetlenségét, de továbbra is walesi egyetemi rangú diplomákat nyújt.
2006-ban az egyetem az ötödik, 2007-ben a tizedik legjobb egyesült királyságbeli felsőoktatási intézmény lett a diákok körében végzett felmérés eredményként. A The Times 2008-ban az elsőnek jelölte az egyetemek között.

## Az egyetem rektorai
- 1872-1895, Henry Austin Bruce
- 1895-1913, Stuart Rendel
- 1913-1926, Sir John Williams
- 1926-1944, Edmund Davies
- 1944-1954, Thomas Jones
- 1955-1964, Sir David Hughes Parry
- 1964-1976, Sir Ben Bowen Thomas
- 1977-1985, Cledwyn Hughes
- 1985-1997, Sir Melvyn Rosser
- 1997-2007, Elystan Morgan
- 2007-től, Sir Emyr Jones Parry

## Híres diákok
- Frederick Soddy – Nobel-díjas kémikus (1921)
- Károly walesi herceg – (mint az első Walesen kívül született „walesi herceg” az egyetemen akarta megismerni a walesi nyelvet és történelmet)
- Alan Cox – számítógép-programozó

### Magyarok az egyetemen
- Dienes Pál – matematikus